# Johann von Münster

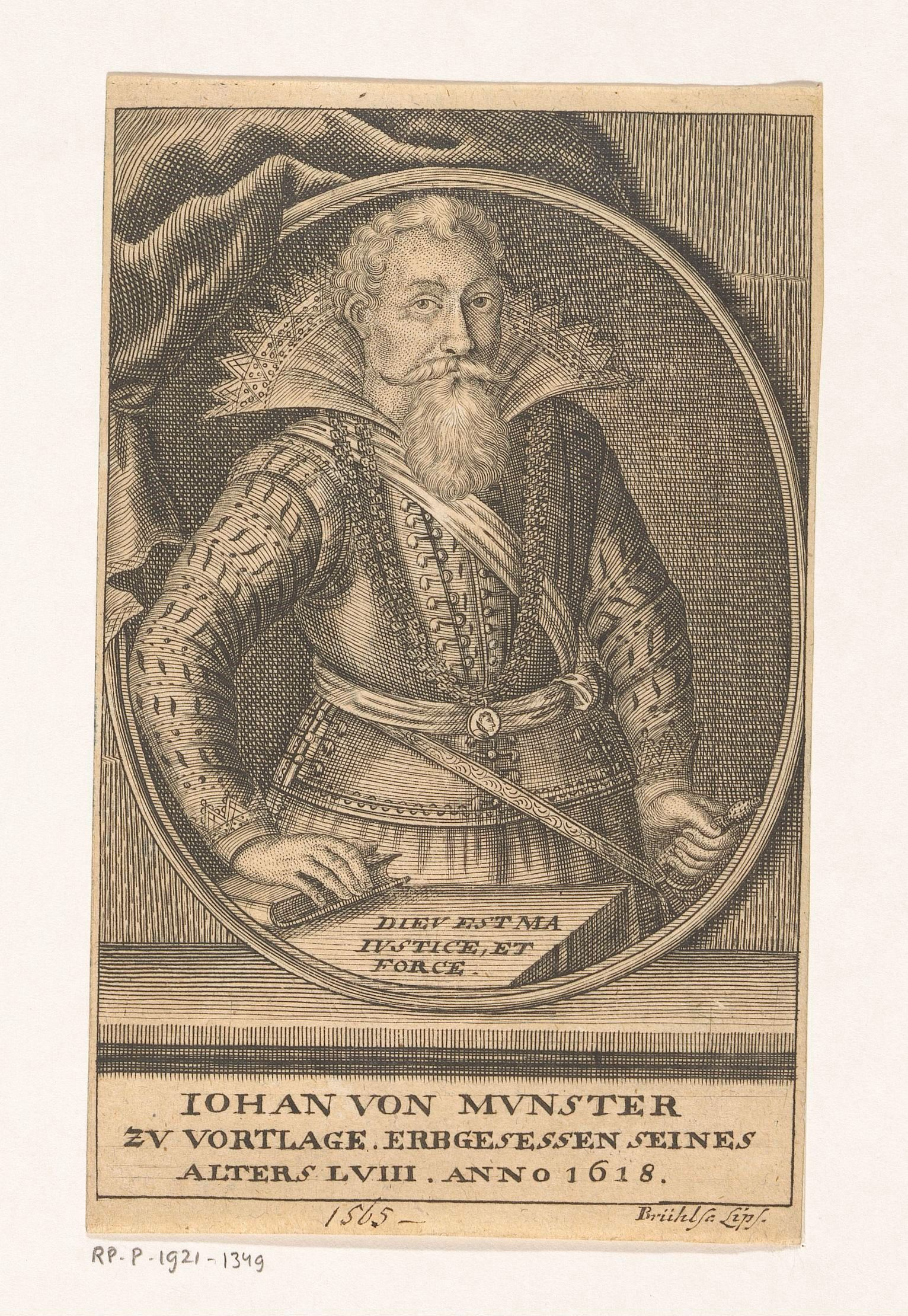
Porträt aus dem 18. Jahrhundert

Johann von Münster zu Vortlage (auch Johannes von Münster; * 23. August 1560 in Haus Vortlage bei Lengerich; † 15. Juni 1632 ebenda) war ein deutscher Staatsmann.

## Leben
Münster stammte aus dem gleichnamigen Adelsgeschlecht, das in der Grafschaft Tecklenburg ansässig war. Da er früh seine Eltern verlor, wurde er im Stift Metelen erzogen und ab 1572 am Gymnasium in Osnabrück ausgebildet. Hier setzte er sich mit dem Heidelberger Katechismus auseinander, der seinen weiteren Werdegang als Streiter für die reformierte Glaubensrichtung prägte. Weiter besuchte er die Düsseldorfer Schule sowie die Schule in Hamm. 1578 kam er zum Studium an die Universität Marburg. Anschließend war er einige Zeit am Hof des Erzbischofs von Bremen Heinrich von Sachsen-Lauenburg, bevor er eine Studienreise in die Schweiz, nach England, Schottland und Italien sowie in die Niederlande unternahm.
Münster bildete sich an den Hochschulen von Herborn, Altdorf, Heidelberg und Straßburg weiter und kehrte in seine Heimat zurück. Dort wurde er vom Grafen Arnold II. von Bentheim-Tecklenburg zum Hofrichter ernannt. Er war an der Umsetzung des reformierten Bekenntnisses in der Grafschaft beteiligt. Ebenfalls half er bei der Verbreitung des reformierten Bekenntnisses in Runkel, Herborn, in Lippe und in Baden-Durlach. Als Gesandter in Dänemark wollte er den dortigen Hof für das reformierte Bekenntnis gewinnen, was ihm allerdings nicht gelang. Er trat mehrfach schriftstellerisch in Erscheinung. Zu seinen Gegnern gehörten die lutherischen Theologen Leonhard Hutter und Wolfgang Helvecius sowie der Jesuit Peter Michael Brillmacher.

## Werke (Auswahl)
- Christliche und wolgegründte Antwort Des Edlen und Ernvehsten Junckhern Johan von Münster zu Vortlage: Auff den Schmeichel und recht nach Scorpions Art an ihn gestelten Brieff Petri Michaelis Brillenmachers Jesuiten Mönchs zu Münster. Peterß, Bremen 1591.
- Ein Christlicher Underricht Von den Gespensten Welche bey Tag oder Nacht den Menschen erscheinen. Peterß, Bremen 1591.
- Adelicher Discurs von der Widergeburt und Reformation der Kirchen beeder Testamenten. Keyser, Steinfurt 1613.
- Ein Christlicher und nützlicher Tractat Von der Visitation der Kirchen: In welchem fast das gantze Regiment der christlichen Kirchen kurtz beschrieben wird. Veckel, Frankfurt am Main 1616.
- Ein kurtzer Christlicher und nützlicher Tractat und Discurs von der Disciplin oder Bußzucht der Kirchen. Uenckel, Frankfurt am Main 1616.
- Parallela Christiana Et Antichristiana. Lancelot, Heidelberg 1619.
- Christliches Haußbuch, Das ist: Hauß Kirchen Postilla.